# Новий Сьвят (Велюнський повіт)
Новий Сьвят (пол. Nowy Świat) — село в Польщі, у гміні Велюнь Велюнського повіту Лодзинського воєводства.
Населення — 69 осіб (2011).
У 1975-1998 роках село належало до Серадзького воєводства.

## Демографія
Демографічна структура станом на 31 березня 2011 року:
|          | Загалом | Допрацездатний вік | Працездатний вік | Постпрацездатний вік |
| -------- | ------- | ------------------ | ---------------- | -------------------- |
| Чоловіки | 37      | 6                  | 27               | 4                    |
| Жінки    | 32      | 1                  | 20               | 11                   |
| Разом    | 69      | 7                  | 47               | 15                   |